# Ротта, Анджело
Анджело Ротта (итал. Angelo Rotta; 2 августа 1872, Милан, королевство Италия — 1 февраля 1965, Ватикан) — итальянский прелат и ватиканский дипломат. Титулярный архиепископ Фив Греческих с 12 октября 1922 по 1 февраля 1965. Апостольский интернунций в Центральной Америке с 12 октября 1922 по 6 июня 1925. Апостольский делегат в Турции с 6 июня 1925 по 20 марта 1930. Апостольский нунций в Венгрии с 20 марта 1930 по 6 апреля 1945.
В период Холокоста в Венгрии предпринял ряд мер для защиты евреев, начиная с дипломатических и заканчивая выдачей специальных документов членам «трудовых батальонов» о переходе в христианство, когда предполагалось, что это может защитить их от депортации в лагеря смерти. Израильским Институтом Катастрофы и героизма «Яд ва-Шем» признан праведником народов мира.